# Skokie
Pour les articles homonymes, voir Skokie, le village de la colère.
Skokie est un village situé dans le comté de Cook en proche banlieue de Chicago dans l'État de l'Illinois aux États-Unis. Skokie est desservi par le métro de Chicago, et comprend la station Dempster-Skokie, qui est le terminus de la ligne jaune du métro de Chicago.
Skokie est mentionné dans le film Usual Suspects lors de l'interrogatoire de Verbal Kint.

## Personnalités
- Mike O'Brien (1965-), champion olympique de natation en 1984, y est né.